# 阿克頓鎮區 (明尼蘇達州米克縣)
阿克頓鎮區（英語：Acton Township，/ˈæktən/ AK-tən）是位於美國明尼蘇達州米克縣的一個行政鎮區。

## 地方資料
阿克頓鎮區的面積為91.54平方千米，當中陸地面積為85.88平方千米，而水域面積為5.66平方千米。根據2020年美國人口普查的數據，當地共有人口386人，而人口密度為每平方千米4.22人。